# Kurt Dübbers

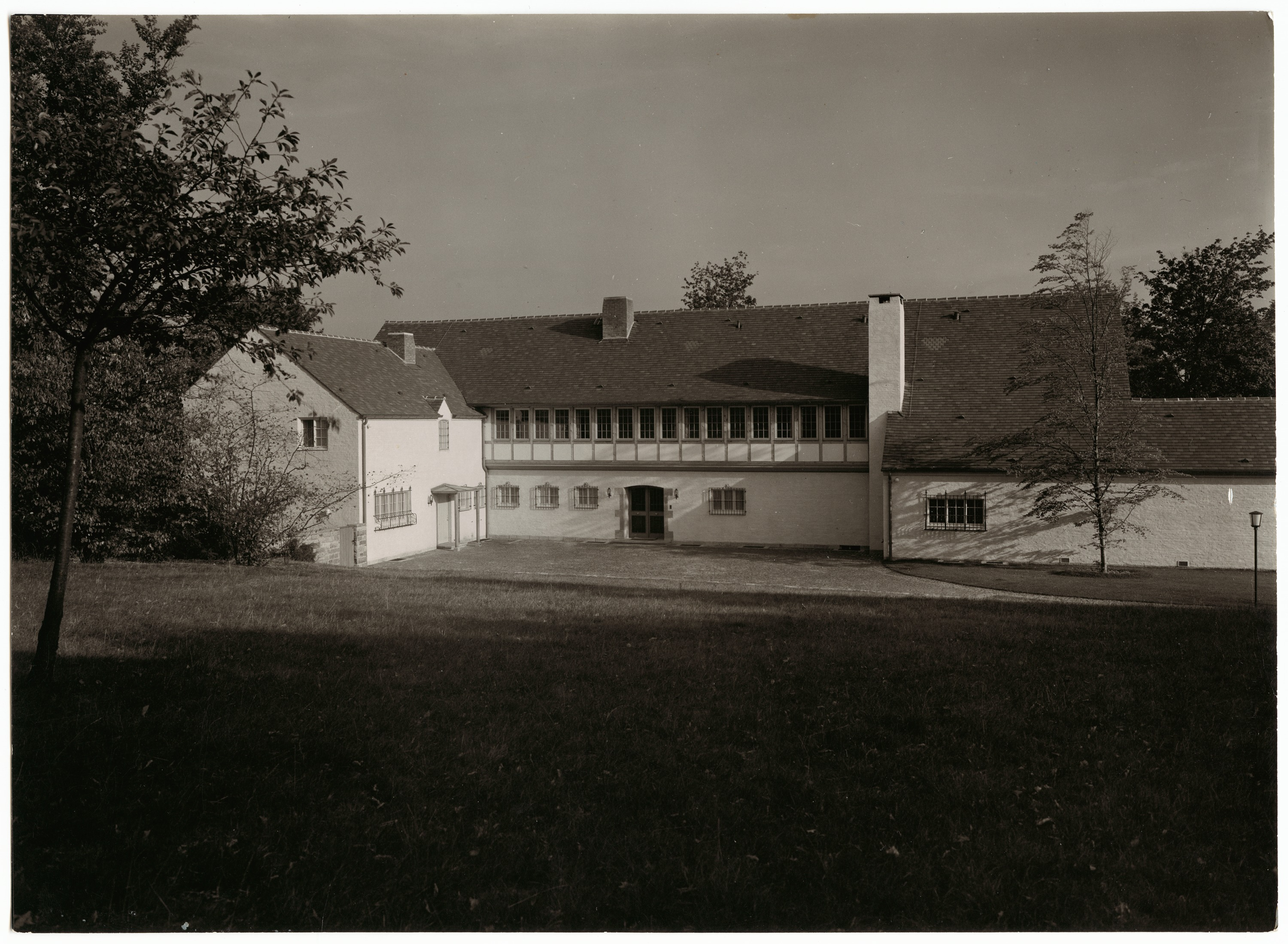
Villa ter Meer (1935)

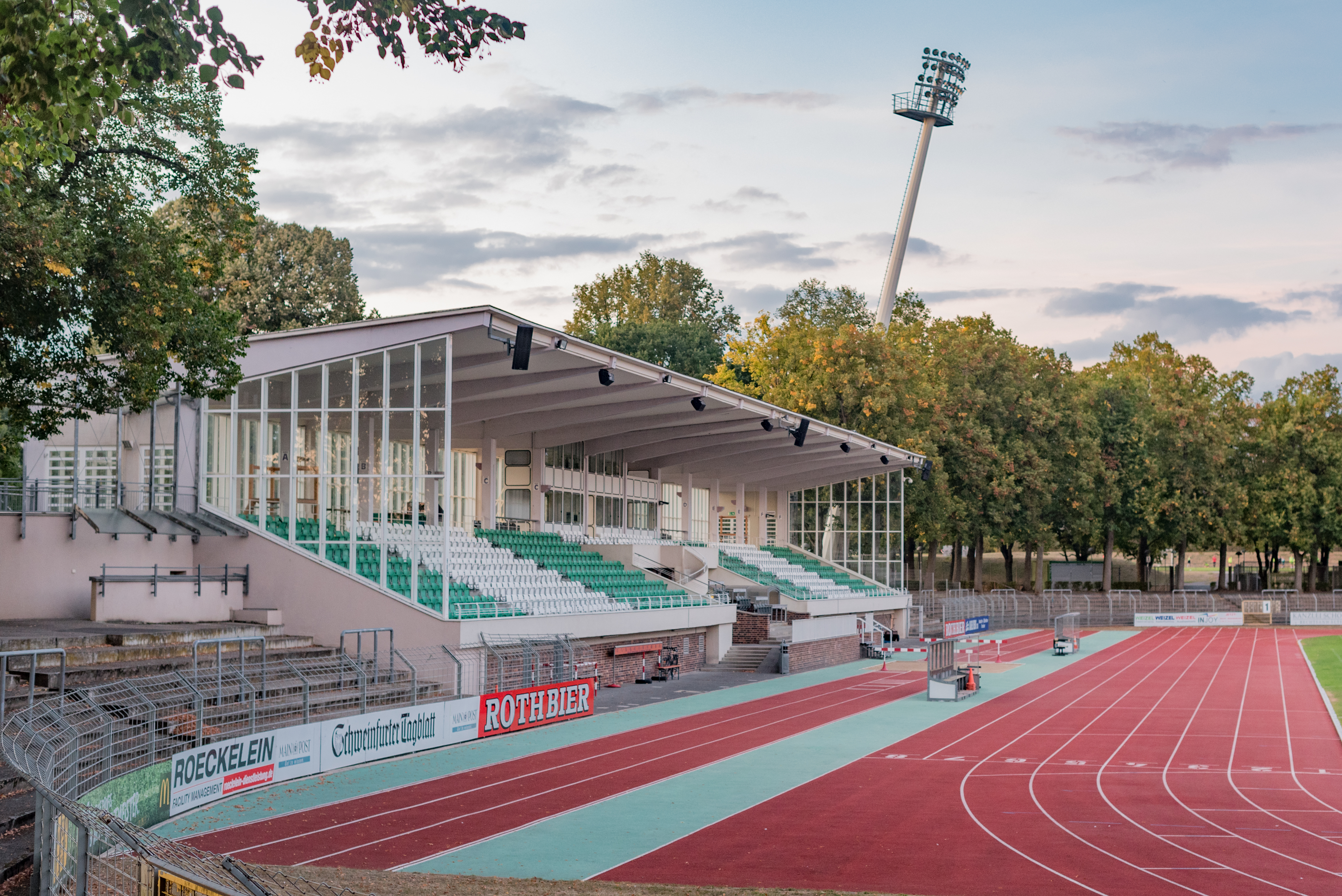
Willy-Sachs-Stadion (1936)

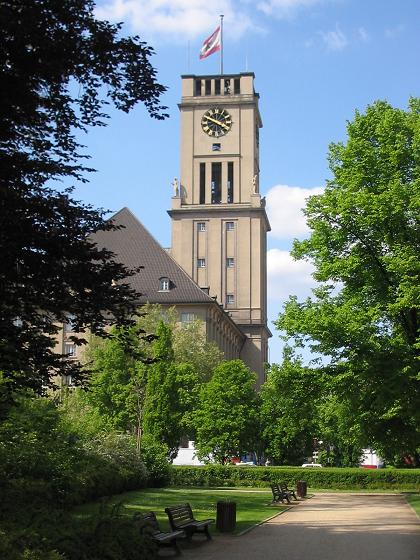
Rathaus Schöneberg (Wiederaufbau 1950)

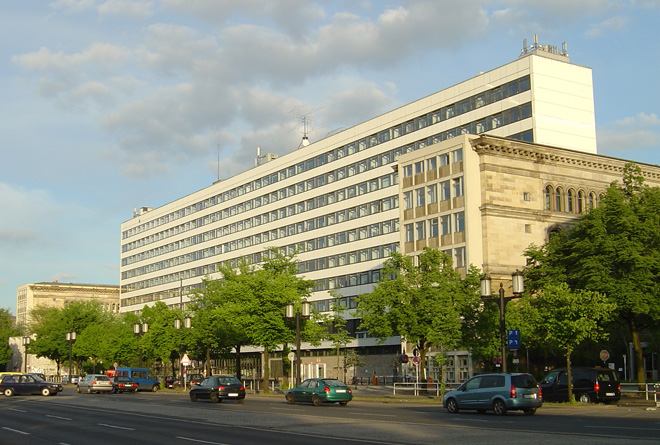
Technische Universität, Hauptgebäude (1964–1968)

Kurt Dübbers (* 28. Oktober 1905 in Düsseldorf; † 24. August 1987 in Berlin) war ein deutscher Architekt und Hochschullehrer.

## Leben
Nachdem Kurt Dübbers sein Studium der Architektur 1931 mit dem akademischen Grad eines Diplom-Ingenieurs abgeschlossen hatte, arbeitete er als wissenschaftlicher Assistent und Mitarbeiter von Paul Bonatz an der Technischen Hochschule Stuttgart. Bis 1942 betätigte er sich auch als freier Architekt, es entstanden, oft in Zusammenarbeit mit Bonatz, dessen Tochter Suzanne er geheiratet hatte, einige Privathäuser sowie Typenentwürfe für Zweckbauten der Reichsautobahn. 1942 wurde er von Adolf Hitler zum ordentlichen Professor für Baugestaltung an der Fakultät II A für Architektur der Technischen Hochschule Berlin ernannt. Zwischen 1952 und 1958 war er Rektor bzw. Prorektor dieser Hochschule, die inzwischen in Technische Universität Berlin umbenannt worden war. Von 1970 bis zu seiner Emeritierung 1971 war er Direktor des Instituts für Theaterbau im Fachbereich 8 für Bauplanung und -fertigung der TU Berlin. Von 1968 bis 1977 führte er gemeinsam mit Friedrich Wilhelm Krahe (1929–2019) das Ingenieur- und Architektur-Büro Dübbers-Krahe. Sein Nachlass befindet sich im Architekturmuseum der Technischen Universität Berlin.

## Bauten und Entwürfe
- 1930–1933: Atelierhaus für den Kunst- und Theatermaler Erich Dommes in Gerlingen bei Stuttgart[1][2]
- 1933–1934: Wohnhaus Dübbers in Kressbronn am Bodensee[3][2]
- vor 1934: Wohnhaus Prof. M. bei Stuttgart (mit Paul Bonatz)[4]
- 1934–1936: Willy-Sachs-Stadion in Schweinfurt (mit Paul Bonatz) ⊙
- 1935–1936: Wohnhaus für den Papierfabrikanten Dr. Heinrich Scheufelen in Stuttgart (mit Paul Bonatz, Gartenanlagen von Otto Valentien)[5][6] ⊙
- 1935: Villa ter Meer in Kronberg im Taunus (mit Paul Bonatz)[7][8]⊙
- vor 1940: Autobahntankstelle Kirchheim-Aulatal[9]
- 1940: Autobahnmeisterei Eisenach-West[10]
- 1950: Rathaus Schöneberg (Wiederaufbau mit Plenarsaal und Turm)[11] ⊙
- 1955–1961: Wohnsiedlung Schillerhöhe am Schillerpark in Berlin-Wedding für die Gesobau (mit Gerhard Krebs, Alfred Rahn, Hans Schoszberger)[12] ⊙
- 1956–1965: Hahn-Meitner-Institut (HMI) in Berlin-Wannsee[13] ⊙
- 1959: Gemeinschaftskraftwerk Veltheim[14]
- 1964–1968: Hauptgebäude der Technischen Universität Berlin (mit Karl-Heinz Schwennicke)[15][16] ⊙

sowie undatiert:
- Haus Petersen Lilienhof[17]
- Raststätte[18]
- Tankstelle und Raststätte an der Autobahn[19]
- Werkhalle und Bürogebäude für das Hüttenwerk Oberhausen[20]
- Wohnhaus der GAGFAH in Hagen[21]
- Wohnhaus für Dr. R. in Heidelberg[22]
- Wohnhaus für Eberspächer in Esslingen[23]
- Wohnhaus für Madelung in Gerlingen bei Stuttgart[24]
- Wohnhaus für Wittig in Schweinfurt[25]